# Climacteris
Climacteris es un género de aves paseriformes perteneciente a la familia Climacteridae. Sus integrates, denominados corretroncos son nativos de Australia.

## Especies
Contiene 5 especies:
- Climacteris affinis Blyth, 1864 - corretroncos cejiblanco;
- Climacteris erythrops Gould, 1841 - corretroncos cejirrojo;
- Climacteris melanurus Gould, 1843 - corretroncos colinegro;
- Climacteris picumnus Temminck, 1824 - corretroncos pardo;
- Climacteris rufus Gould, 1841 - corretroncos rufo.